# Human Rights Watch
Human Rights Watch (HRW) ist eine US-amerikanische, international tätige nichtstaatliche Organisation (NGO), die durch Untersuchungen und Öffentlichkeitsarbeit für die Wahrung der Menschenrechte eintritt. Sie hat ihren Sitz in New York City.

## Geschichte
Human Rights Watch wurde 1978 unter der Bezeichnung Helsinki Watch gegründet, um die Einhaltung der Schlussakte von Helsinki durch die Sowjetunion zu dokumentieren und um sowjetische Menschenrechtsgruppen zu unterstützen. 1988 vereinigte sich Helsinki Watch mit anderen internationalen Organisationen, die vergleichbare Ziele verfolgten, zu Human Rights Watch.
Die Organisation beschäftigt weltweit rund 400 hauptamtliche Mitarbeiter (im Jahr 2019: 465), außerdem projektweise zusätzliche Experten und Freiwillige. Im Geschäftsjahr 2012 verfügte HRW über ein Budget von 59 Millionen US-Dollar, im Jahr 2019 waren es 93 Millionen US-Dollar, hierbei kamen 36 % der Einnahmen aus Quellen außerhalb der Vereinigten Staaten.
Human Rights Watch finanziert sich ausschließlich durch Spenden von Privatpersonen und Stiftungen. (Finanzielle) Hilfe von nationalen Regierungen lehnt die Organisation kategorisch ab.
Im September 2010 spendete der Milliardär George Soros 100 Millionen Dollar an die Organisation.

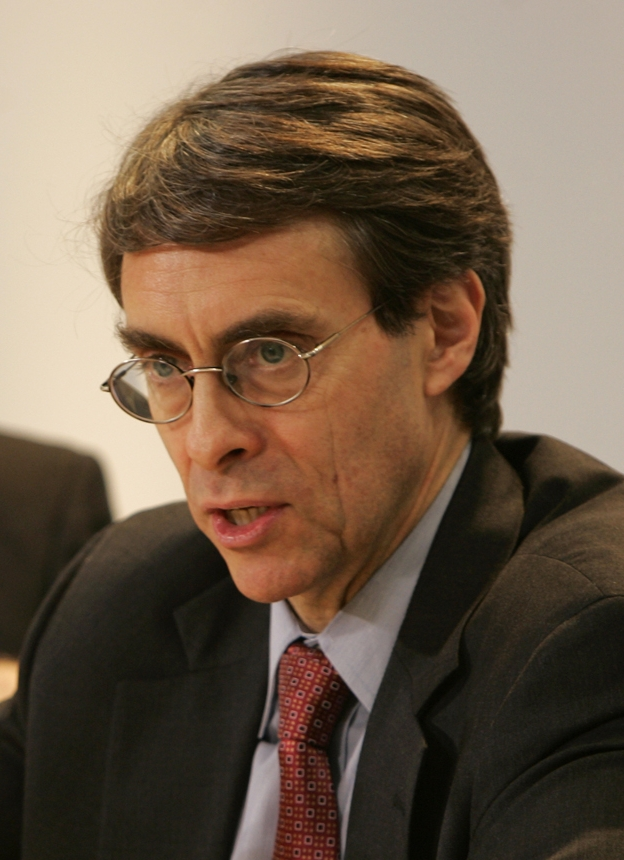
Kenneth Roth (2008)

Von 1993 bis 2022 war Kenneth Roth Geschäftsführer (Executive Director) von Human Rights Watch. Seit 2022 ist Tirana Hassan Geschäftsführerin.

## Positionen
Die Organisation konzentriert sich vor allem auf Recherche und die öffentlichkeitswirksame Berichterstattung über Menschenrechtsverletzungen. Hauptanliegen der Organisation ist Verhinderung sozialer oder geschlechterbezogener Diskriminierung, Korruption in Regierungen und Missbrauch staatlicher Gewalt (z. B. Folter und Isolationshaft). Eine eigene Unterabteilung beschäftigt sich ausschließlich mit Menschenrechtsverletzungen an Frauen. Human Rights Watch war eine der sechs nichtstaatlichen Organisationen, die 1998 die Coalition to Stop the Use of Child Soldiers gründeten.
- Wie die meisten Menschenrechtsgruppen lehnt auch Human Rights Watch die Todesstrafe ab.
- Die Organisation tritt für den legalen und unbehinderten Zugang zum Schwangerschaftsabbruch ein.
- Am 2. März 2005 strengte Human Rights Watch vor einem Gericht in Illinois erfolglos ein Strafverfahren gegen Donald Rumsfeld wegen ausdrücklicher Duldung der Folter in US-Militärgefängnissen an.
- Während des Libanonkrieges 2006 beschuldigte HRW Israel öffentlich, beim Luftangriff auf Kana sowie durch Angriffe auf Krankenhäuser, deutlich gekennzeichnete Ambulanzfahrzeuge, weißbeflaggte Flüchtlingskonvois und durch den Einsatz international geächteter Waffen (beispielsweise Phosphorbomben) Kriegsverbrechen begangen zu haben.[7]
- Im Juli 2014 warf die Organisation in einer Studie der NSA und anderen US-Geheimdiensten vor, mit ihrer Überwachung den investigativen Journalismus in den USA zu behindern und die Pressefreiheit zu gefährden.[8][9][10]
- Die Organisation verurteilt militante Übergriffe von „Tierschützern“, nachdem es insbesondere in Indien mehrfach zur Tötung von Anhängern muslimischer Minderheiten durch militante Hindus kam. Auch die drakonischen Strafen, die bei der Missachtung des Schlachtungsverbotes verhängt werden, kritisiert HRW.[11]
- Die Organisation ist Mitbegründerin der internationalen Kampagne zum Bann von Landminen ICBL und veröffentlicht regelmäßig Berichte über deren Einsatz, insbesondere zum Einsatz verbotener Antipersonenminen.[12]

## Ehrungen
- Im April 2005 zeichnete die Theodor-Heuss-Stiftung Human Rights Watch mit dem 40. Theodor-Heuss-Preis aus.
- Am 10. Dezember 2008 erhielt Human Rights Watch zusammen mit sechs anderen Personen den Menschenrechtspreis der Vereinten Nationen in New York.[13]
- Am 21. Juni 2016 erhielt HRW den Theodor-Wanner-Preis 2016, der vom Institut für Auslandsbeziehungen verliehen wird.[14]

Die Organisation ihrerseits verleiht die Alison Des Forges und Hellman Hammett Grants, benannt nach Lillian Hellman und Dashiell Hammett.

## Kritik
Im November 2006 kritisierte Jonathan Cook im CounterPunch Magazin eine Publikation von HRW über Menschenrechtsverletzungen an Palästinensern im Gazastreifen, die von palästinensischen Terrororganisationen als organisierte menschliche Schilde benutzt wurden, als einseitig. Cook sympathisierte dabei seinerseits mit der palästinensischen Selbstmordattentäterin Fatma al-Najar.
Mitte Juli 2009 berichtete Jeffrey Goldberg in dem Magazin The Atlantic über den Autor David Bernstein, der behauptet habe, dass eine Gruppe von HRW-Funktionären unter der Leitung der Chefin für den Bereich Nahen und Mittleren Osten, Sarah Leah Whitson, nach Saudi-Arabien gereist sei, „um Geld von wohlhabenden Saudis zu sammeln, indem HRWs Dämonisierung Israels hervorgehoben“ werde; eine Anprangerung der desaströsen Menschenrechtssituation in Saudi-Arabien sei nur ein sekundäres Ziel der Reise gewesen.
Im Mai 2014 richteten die Friedensnobelpreisträger Adolfo Pérez Esquivel und Mairead Maguire, der ehemalige stellvertretende UNO-Generalsekretär Hans von Sponeck, der UN-Sondergesandte Richard Falk und über hundert Wissenschaftler einen offenen Brief an Kenneth Roth, in dem sie die Nähe von Human Rights Watch zur Regierung der USA u. a. in Form des „Drehtürsystems“ zwischen Human Rights Watch und der US-Regierung kritisierten und die Organisation aufforderten, diesen Zustand zu beenden.
Am 5. November 2019 erklärte das Oberste Gericht in Jerusalem die geplante Ausweisung des Regionalleiters Omar Schakir für rechtens. Das Innenministerium hatte 2018 entschieden, das Arbeitsvisum Schakirs nicht zu verlängern, weil dieser Boykottaktionen unterstütze. Omar Schakir, ein US-Amerikaner mit irakischen Wurzeln verließ Israel im Dezember 2019 und setzte seine Arbeit vom benachbarten Jordanien aus fort.
Im Jahr 2020 wurde der Exekutivdirektor von Human Rights Watch, Kenneth Roth, dabei ertappt, wie er Spenden des saudischen Immobilienmagnaten Mohamed Bin Issa Al Jaber angenommen hatte, unter der Bedingung, dass die Spende von 470.000 US-Dollar nicht zur Unterstützung der LGBT-Fürsprache im Nahen Osten und Nordafrika verwendet werden dürfe. Die Spende wurde zurückgegeben, und Human Rights Watch gab eine Erklärung heraus, in der es hieß, dass die Annahme der Spende eine „zutiefst bedauerliche Entscheidung“ sei; The Intercept wertete es als Reaktion auf seinen Untersuchungsbericht zu der Spende.
Im April 2021 veröffentlichte HRW einen Bericht, in dem sie dem israelischen Staat Verbrechen gegen die Menschlichkeit an den Palästinensern in Westjordanland, dem Gazastreifen und in Ostjerusalem vorwarf. Einer der Autoren der Studie war der 2019 ausgewiesene Omar Schakir. Das israelische Außenministerium warf Human Rights Watch vor, mit dem Vorwurf Apartheidverbrechen gegen die Palästinenser zu verüben eine „Anti-Israel-Agenda“ zu verfolgen.

## Belege
1. ↑  Markus Bickel: Dschihadismus: Gemeinsame Feinde, verschiedene Lesarten. In: faz.net. 28. September 2014, abgerufen am 6. Februar 2018.
2. ↑  Frequently Asked Questions, (Memento des Originals vom 4. November 2013 im Internet Archive)  Info: Der Archivlink wurde automatisch eingesetzt und noch nicht geprüft. Bitte prüfe Original- und Archivlink gemäß Anleitung und entferne dann diesen Hinweis. auf der Website von HRW, abgerufen am 14. November 2013 (englisch)
3. ↑  HRW Annual Report 2019. Abgerufen am 18. April 2020 (englisch).
4. ↑  Über Human Rights Watch – FAQ In: hrw.org, abgerufen am 6. Februar 2018.
5. ↑  Charity: Milliardär Soros spendet 100 Millionen Dollar an Human Rights Watch. In: zeit.de. Zeit Online/dpa, 7. September 2010, abgerufen am 6. Februar 2018.
6. ↑  Tirana Hassan übernimmt Leitung von Human Rights Watch. In: Human Rights Watch. 28. März 2023, abgerufen am 28. März 2023.
7. ↑  BBC News: Qana bombs an Israeli war crime (englisch), 31. Juli 2006
8. ↑  HRW: US: Surveillance Harming Journalism, Law, Democracy. 28. Juli 2014
9. ↑  Human Rights Watch & ACLU (Hrsg.): With Liberty to Monitor All: How Large-Scale US Surveillance is Harming Journalism, Law, and American Democracy. Human Rights Watch, 2014, ISBN 978-1-62313-181-4 (PDF; 1,17 MB)
10. ↑  Marc Pitzke: Konsequenzen des NSA-Spitzelwahns: Das Ende der Pressefreiheit. In: Spiegel Online. 28. Juli 2014
11. ↑  Human Rights Watch: Violent Cow Protection in India – Vigilante Groups attack Minorities. HRW, Januar 2019, ISBN 978-1-62313-708-3 (PDF, englisch).
12. ↑  Human Rights Watch: Landmines
13. ↑  United Nations – Department of Public Information: WINNERS OF 2008 UNITED NATIONS HUMAN RIGHTS PRIZE ANNOUNCED; AWARDS WILL BE MADE ON HUMAN RIGHTS DAY, 10 DECEMBER, IN GENERAL ASSEMBLY, auf Website un.org, 26. November 2008, abgerufen am 9. Juni 2009.
14. ↑  Preisträger 2016: Human Rights Watch, In: ifa.de, 22. Juni 2016, abgerufen am 22. Juni 2016.
15. ↑  „Human Rights Watch published (…) [i]n its  press release ‚Civilians Must Not Be Used to Shield Homes Against Military Attacks‘ [and] lambasts armed Palestinian groups for calling on civilians to surround homes that have been targeted for air strikes by the Israeli military.“ Jonathan Cook: Would HRW Have Attacked Martin Luther King, Too? (Memento vom 10. Januar 2007 im Internet Archive), in: CounterPunch, 30. November 2006, Nazareth.
16. ↑  Jeffrey Goldberg: Fundraising Corruption at Human Rights Watch, The Atlantic, 15. Juli 2009
17. ↑  David Bernstein:  Human Rights Watch Goes to Saudi Arabia Seeking Saudi Money to Counterbalance „Pro-Israel Pressure Groups“ (Memento des Originals vom 27. Dezember 2014 im Internet Archive) In: The Wallstreet Journal, Dow Jones & Company, Inc., 15. Juli 2009. Abgerufen am 5. Februar 2018
18. ↑  Nobel Peace Laureates to Human Rights Watch: Close Your Revolving Door to U.S. Government (Memento des Originals vom 7. Juli 2015 im Internet Archive)  Info: Der Archivlink wurde automatisch eingesetzt und noch nicht geprüft. Bitte prüfe Original- und Archivlink gemäß Anleitung und entferne dann diesen Hinweis., AlterNet, 12. Mai 2014; Antwort von Kenneth Roth auf den offenen Brief: Letter to Nobel Laureates (Memento vom 7. Juli 2015 im Internet Archive), HRW; Entgegnung von Mairead Maguire, Adolfo Pérez Esquivel, Richard Falk, Hans von Sponeck und Keane Bhatt: Nobel Peace Laureates Slam Human Rights Watch's Refusal to Cut Ties to U.S. Government, AlterNet; James Grainger: Human Rights Watch’s ‘revolving door’, Buenos Aires Herald; Debatte mit Amy Goodman, Nermeen Shaykh, Keane Bhatt und Reed Brody: Is Human Rights Watch Too Close to U.S. Gov’t to Criticize Its Foreign Policy?, Democracy Now, 11. Juni 2014; Beate Taufer: Nobelpreisträger werfen Human Rights Watch Nähe zur US-Regierung vor, amerika21.de, 30. Mai 2014; Joe Emersberger: HRW Claims US 'Most Powerful Proponent of Human Rights'?, Telesur, 2. Februar 2015; Jack Healey: Revolvers: Blurred Lines Between Human Rights Organizations and the State Department, Huffington Post, 2. Juli 2014.
19. ↑  Oberstes Gericht bestätigt Ausweisung von HRW-Regionalleiter. Israelnetz.de, 6. November 2019, abgerufen am 10. November 2019.
20. ↑  Deutsche Welle (www.dw.com): Omar Shakir lässt sich nicht mundtot machen | DW | 25.11.2019. Deutsche Welle, 25. November 2019, abgerufen am 13. April 2020 (deutsch).
21. ↑  Alex Emmons: Human Rights Watch Took Money From Saudi Businessman After Documenting His Coercive Labor Practices. In: The Intercept. 2. März 2020, abgerufen am 18. April 2020 (amerikanisches Englisch).
22. ↑  „Human Rights Watch“ wirft Israel „Apartheid“ vor. Israelnetz, 28. April 2021, abgerufen am 6. Juli 2021.
23. ↑  Peter Münch: Umgang mit den Palästinensern: Human Rights Watch wirft Israel Apartheid vor. sueddeutsche.de, 27. April 2021.